# Brianyoungite
La brianyoungite è un minerale secondario del carbonato di zinco. La Commission on New Minerals, Nomenclature and Classification (CNMNC) dell'Associazione Mineralogica Internazionale (IMA) lo classifica come carbonato con la formula Zn3(CO3)(OH)4, ma anche i gruppi solfato SO4 occupano le posizioni carboniche CO3 , nel rapporto di circa un solfato a tre carbonati, quindi altre fonti danno come formula Zn3(CO3,SO4)(OH)4, e in alcuni casi il minerale viene classificato come carbonato composto. È simile nell'aspetto all'idrozincite, un altro carbonato di zinco. È stato scoperto nel 1991 e designato IMA 1991-053. Nel 1993 è stato chiamato "brianyoungite" in onore di Brian Young (nato nel 1947), un geologo sul campo del British Geological Survey, che ha fornito i primi esemplari.

## Abito cristallino
Il minerale appartiene al sistema cristallino ortorombico, o monoclino con {\displaystyle \beta } (l'angolo tra gli assi cristallini {\displaystyle a} e {\displaystyle c}) vicino a 90°. Il gruppo spaziale è sconosciuto, ma si presume sia P21/m, P21 o P2221. La struttura è simile a quella dell'idrozincite. Esistono quattro unità di formula per cella unitaria (Z = 4) e le lunghezze dei lati della cella unitaria sono a = 15,724 Å, b = 6,256 Å e c = 5,427 Å.

## Origine e giacitura
La località tipo è il livello di Bloomsberry Horse della miniera di Brownley Hill, in Cumbria, Inghilterra. Il materiale tipo è conservato al Royal Museum of Scotland, a Edimburgo, in Scozia.
La brianyoungite si trova con gesso su calcare pietroso nella zona ossidata della miniera di Brownley Hill e su esemplari della vicina miniera di Smallcleugh. Potrebbe essere un minerale secondario post-minerario. Nella località tipo è associato a gesso, smithsonite, pirite e goethite.

## Forma in cui si presenta in natura
Il minerale si presenta sotto forma di minuscole rosette larghe meno di 100 µm, composte da sottili lame larghe solo uno o due micrometri, allungate parallelamente all'asse {\displaystyle b} del cristallo e rastremate fino a una punta acuminata. I cristalli sono bianchi e da trasparenti a traslucidi, con una lucentezza vitrea e un striscio bianco.

## Proprietà fisiche
La brianyoungite è un minerale tenero con durezza Mohs simile all'halite, solo da 2 a 2,5 secondo alcune fonti, ma altri affermano che la durezza non è determinabile. È abbastanza denso, con peso specifico compreso tra 3,93 e 4,09, simile a quello della celestina. La sfaldatura è perfettamente perpendicolare all'asse del cristallo {\displaystyle a} (perfetto su {100}) e possibile perpendicolare all'asse del cristallo {\displaystyle c} (possibile su {001}). È facilmente solubile per effervescenza negli acidi.

## Proprietà ottiche
Il minerale è birifrangente, con indici di rifrazione {\displaystyle n_{\omega }=1,635} e {\displaystyle n_{\varepsilon }=1,650} e massima birifrangenza {\displaystyle \delta =1,635}. Presenta un'estinzione diretta e non è fluorescente.